# Monastyr Râșca

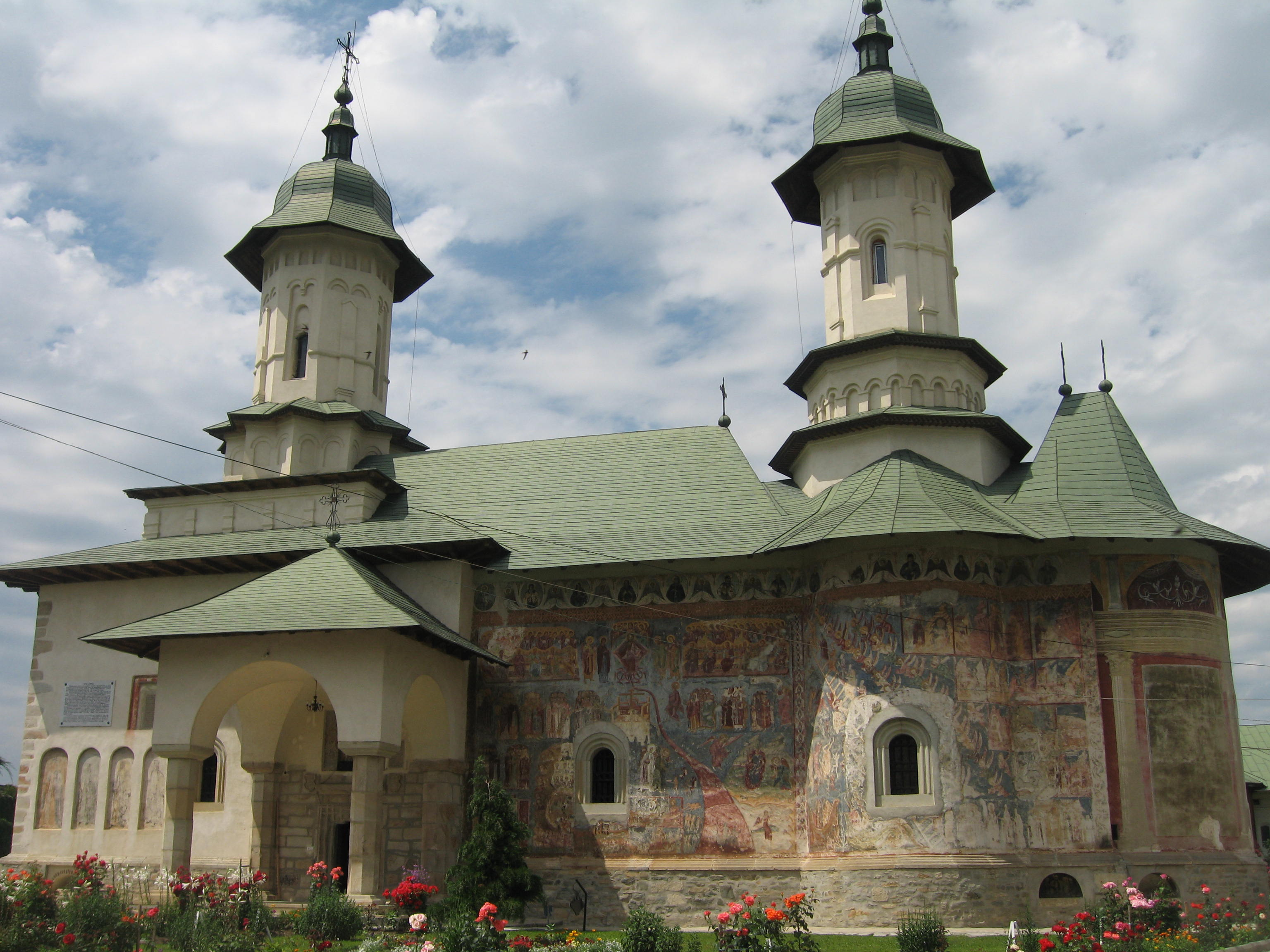
Cerkiew św. Mikołaja

Monastyr Râșca – obronny monastyr z cerkwią pod wezwaniem św. Mikołaja znajdujący się we wsi Râșca w północnej Rumunii.
Monastyr został zbudowany w latach 1540–1542 z fundacji hospodara mołdawskiego Piotra Raresza. Centrum monastyru stanowi cerkiew św. Mikołaja, rozbudowana znacząco o długi przedsionek w latach 1611–1617. Zbudowana na typowym dla mołdawskich cerkwi planie trójkonchowym, z dodatkowym gankiem od południowej strony, zwieńczona jest nietypowo dwoma wieżami (obok wieży nad nawą, posiada też wieżę nad dobudowanym przedsionkiem). W latach 1551–1552 ozdobiona została freskami zewnętrznymi wykonanymi przez Greka Stamatello Cotronasa. Znakomicie zachowały się dwie monumentalne sceny przedstawione na południowej ścianie cerkwi: Sąd Ostateczny oraz Drabina do raju. Oryginalna dekoracja malarska wnętrza nie zachowała się wskutek ich nieudanej renowacji w XIX w. Kompleks budynków otaczających cerkiew również pochodzi z XIX w.